# Leszek Doliński
Leszek Doliński (ur. 29 czerwca 1956 w Koszalinie) – polski koszykarz, występujący na pozycji niskiego skrzydłowego, reprezentant Polski, po zakończeniu kariery zawodniczej trener koszykówki.

## Życiorys
Swoją koszykarską karierę rozpoczął w Koszalinie, od występów w drugiej lidze. Z upływem lat AZS awansował do I ligi. Doliński był uważany za wielki talent polskiej koszykówki. Był jednym z najskuteczniejszych polskich koszykarzy. Przez wiele lat był podporą wrocławskich klubów. Przebojem wdarł się do reprezentacji Polski 1980–1984, w której zdążył rozegrać 36 spotkań i zdobyć 230 punktów. W 1987 roku uzyskał najwyższą średnią punktową w lidze (28,7), niestety łączna liczba zdobytych punktów zapewniła mu dopiero piątą lokatę. Lider strzelców był wtedy wybierany oficjalnie, na podstawie łącznej liczby zdobytych punktów. Doliński powetował sobie tę stratę, zdobywając kilka lat później aż dwa tytuły lidera strzelców (1989-90). Podczas wyjazdowego spotkania (sezon 1988/89), przeciw swojemu byłemu klubowi, Gwardii Wrocław, zdobył aż 76 punktów. Wynik ten okazał się czwartym, najwyższym rezultatem w historii rozgrywek polskiej ligi. Aż sześciokrotnie zajmował miejsca w pierwszej dziesiątce najskuteczniejszych strzelców ligi.
Po zakończeniu rozgrywek 1991/92 AZS spadł ponownie do II ligi, gdzie Doliński występował już do końca kariery. Zaliczył też krótki epizod w barwach nowo powstałego ATS-u Koszalin. W rezultacie zakończył karierę zawodniczą w barwach Kotwicy Kołobrzeg.
Podczas jednego ze spotkań trzeciej ligi (sezon 1993/94) Doliński zdobył aż 134 punkty. Brał on również udział w mistrzostwach świata w maxikoszykówce, gdzie wraz z reprezentacją + 50 (średnia wieku powyżej 50 lat) zdobył srebrny medal. Zawody odbyły się w drugiej dekadzie lipca 2009 w Czechach (Praga).

## Życie prywatne
Jest żonaty, ma dzieci, mieszka w Koszalinie. Absolwent WSI, posiada tytuł magistra, inżyniera (technika materiałowa). Po zakończeniu kariery zawodniczej zajął się trenowaniem koszykarzy. Był m.in. II trenerem AZS Koszalin.

## Osiągnięcia i wyróżnienia

### Drużynowe
- 3-krotny brązowy medalista mistrzostw Polski (1983, 1985–1986)

### Indywidualne
- 2-krotnie zaliczony do I składu najlepszych zawodników polskiej ligi (1989, 1990)
- 2-krotny lider strzelców polskiej ligi (1989 – 1990)[5]

### Reprezentacja
Seniorska
- Uczestnik Igrzysk Olimpijskich w Moskwie (1980 – 7. miejsce)

Weteranów
- Mistrz świata w maxikoszykówce (2005 – kategoria +45)[6]
- Wicemistrz:
  - świata w maxikoszykówce (2009 – kategoria +50)[4]
  - Europy w maxikoszykówce (2014 – kategoria +55)[6]
- Brązowy medalista mistrzostw Europy w maxikoszykówce (2010 – kategoria +50)[6]

## Statystyki
| Sezon     | Klub              | Liga   | Mecze       | Pkt/mecz    |
| --------- | ----------------- | ------ | ----------- | ----------- |
| 1972/1973 | AZS Koszalin      | I liga | brak danych | brak danych |
| 1975/1976 | AZS Koszalin      | I liga | brak danych | brak danych |
| 1977/1978 | AZS Koszalin      | I liga | brak danych | brak danych |
| 1978/1979 | AZS Koszalin      | I liga | 3           | 16,7        |
| 1979/1980 | AZS Koszalin      | I liga | 36          | 26,1        |
| 1980/1981 | AZS Koszalin      | I liga | 4           | 22,3        |
| 1981/1982 | Aspro Wrocław     | PLK    | 19          | 17,1        |
| 1982/1983 | Aspro Wrocław     | PLK    | 28          | 20,2        |
| 1983/1984 | Aspro Wrocław     | PLK    | 22          | 18,1        |
| 1984/1985 | Śląsk Wrocław     | PLK    | 28          | 22,4        |
| 1985/1986 | Śląsk Wrocław     | PLK    | 25          | 19,5        |
| 1986/1987 | AZS Koszalin      | PLK    | 23          | 27,8        |
| 1987/1988 | AZS Koszalin      | PLK    | 17          | 22,9        |
| 1988/1989 | AZS Koszalin      | PLK    | 28          | 32,5        |
| 1989/1990 | AZS Koszalin      | PLK    | 33          | 32,1        |
| 1990/1991 | AZS Koszalin      | PLK    | 13          | 27,3        |
| 1991/1992 | AZS Koszalin      | I liga | brak danych | brak danych |
| 1992/1993 | AZS Koszalin      | I liga | 6           | 29,7        |
| 1994/1995 | ATS Koszalin      | I liga | 2           | 37,0        |
| 1996/1997 | Kotwica Kołobrzeg | I liga | 9           | 24,0        |